# Илич, Брана
Брана Илич (серб. Брана Илић / Brana Ilić; 16 февраля 1985, Голубинцы, СФРЮ) — сербский футболист, нападающий сербского клуба «Словен» (Рума).

## Карьера
Родился в маленькой деревне Голубницы неподалёку от Белграда. Воспитанник команды «Земун». Играл за сербские клубы «Земун», «Рад», «Партизан» и «Войводина». В марте 2012 года стал игроком казахстанского «Актобе».
Летом 2012 года Илич перешёл в греческий клуб ПАС из города Янина. В новой команде нападающий дебютировал 25 августа в матче чемпионата Греции против Платаниаса. Встреча завершилась вничью — 0:0. Свой первый гол он забил 7 октября в ворота «Паниониоса», однако его команда всё же уступила дома со счётом 1:2. В дебютном сезоне Брана принял участие в 30 матчах чемпионата и забил 9 голов, а также четырежды выходил на поле в рамках Кубка Греции, забив один гол. В плей-офф за распределение мест в еврокубках Илич сыграл 5 игр и отличился одним забитым голом.